# Pluska (Kroatië)
Pluska is een plaats in de gemeente Luka in de Kroatische provincie Zagreb. De plaats telt 218 inwoners (2001).